# Lars Lindblom
Axel Johan Lindblom, tidigare Kofstadius, född 16 april 1682 i Glanshammars församling, Örebro län, död 18 november 1738 i Norra Vi församling, Kalmar län, var en svensk  präst.

## Biografi
Lars Lindblom föddes 1682 på Kofsta i Glanshammars socken. Han var son till bonden Olof Larsson och Brita Nilsdotter. Lindblom blev 1696 student vid Örebro trivialskola och 1698 student vid Katedralskolan, Strängnäs. Han blev 14 mars 1704 student vid Uppsala universitet och prästvigdes 1707 till huspredikant hos fältmarskalken Carl Gustaf Mörner. Lindblom blev 1708 regementspastor vid Cruusiska kavalleriregementet. Han utnämndes 7 juli 1712 till kyrkoherde i Norra Vi församling, tillträdde 1713 och var respondens vid prästmötet 1718. Han avled 1738 i Norra Vi prästgård.

### Familj
Lindblom gifte sig 2 oktober 1712 med Helena Wegner (1686–1751), dotter till kyrkoherden Lars Wegner i Lena pastorat och Catharina Westring. De fick tillsammans barnen kyrkoherden Axel Johan Lindblom (1713–1797) i Odensvi församling, Karl Gustaf Lindblom (1714–1714), kyrkoherden Christer Lindblom (1715–1800) i Grebo församling, lantmätaren Lars Lindblom (1717–1793) i Kristianstads län, Karl Gustaf Lindblom (1718–1719), kyrkoherden Olof Lindblom (född 1720) i Mogata församling, Nils Lindblom (1721–1722), Anna Katarina Lindblom (född 1723) som var gift med kyrkoherden Zacharias Juringius i Västra Eneby församling och professorn Nils Lindblom (1725–1793) vid Artillerikadettskolan i Stockholm.